# Batu Bariang
Batu Bariang is een bestuurslaag in het regentschap Bengkulu Tengah van de provincie Bengkulu, Indonesië. Batu Bariang telt 659 inwoners (volkstelling 2010).